# Last Chance Harvey
Last Chance Harvey (titulada Nunca es tarde para enamorarse en España y La última chance de Harvey o Tu última oportunidad en Hispanoamérica) es una película de corte romántico escrita y dirigida en 2008 por Joel Hopkins y protagonizada por los actores Emma Thompson y Dustin Hoffman.

## Argumento
Harvey Shine (Dustin Hoffman) es un músico y productor de jingles comerciales estadounidense ya entrado en sus 60 años, cuya vida está al borde del fracaso personal. Su jefe Marvin (Richard Schiff) está descontento con el manejo de su cartera de clientes y cuando Harvey le solicita un permiso para asistir a la boda de su única hija en Londres le da un ultimátum de que tiene la última oportunidad para mejorar sus spots musicales y dejar contenta a su clientela. Harvey está separado hace algún tiempo de su esposa Anjie (Kathy Baker) y ella ha rehecho su vida con Brian (James Brolin) un hombre tan mayor como él mismo.
Harvey quien lleva retratado en su rostro la soledad de su existencia, intenta hacer amistades femeninas sin lograrlo. Por otro lado, en Londres, Kate Walker (Emma Thompson) es una soltera de casi 50 años que vive muy cerca de su madre, Maggie (Eileen Atkins) cuya única ocupación es atisbar por la ventana a un vecino polaco de quien sospecha es un asesino en serie. Kate trabaja como encuestadora en el aeropuerto de Heathrow en Londres y su única amiga, Oonagh (Bronagh Gallagher), intenta que conozca a algún hombre que la llene, pero estas citas a ciegas que le consigue solo causan más decepciones a Kate quien ya no cree ni en los hombres ni mucho menos en el amor. Estas dos historias profundamente humanas están a punto de coincidir.
Harvey llega a Londres, donde la encuestadora Kate intenta entrevistarlo pero Harvey la rechaza en forma levemente grosera. Asiste a la boda de su hija Susan, (Liane Balaban) y además a ella asiste su exesposa con su actual pareja. Susan recibe a su padre pero le dice que no es él quien entregará a su hija a su novio durante la boda, sino que lo hará su padrastro, Brian. Esto devasta a Harvey Shine y decide retirarse furtivamente de la boda y regresar a Estados Unidos, pero pierde su vuelo y solo logra que le concedan pasaje aéreo para el día siguiente. Como si todo ya no marchara peor, Marvin telefonea a su jefe pero éste le despide pues su trabajo no ha gustado a su clientela. Con estos sucesos, Harvey se sume en la desesperanza, su hija lo reniega en cierto modo y parece que nadie quiere a Harvey en el mundo.
Entra en un bar y allí está Kate tomando una copa de vino y leyendo un libro. Harvey la reconoce e intenta disculparse por su conducta en el aeropuerto de Heathrow. Kate le acepta las disculpas pero le pide que se vaya. Harvey no se da por vencido y logra captar la simpatía de Kate. Pronto se hacen amigos y descubren que sus vidas llevan el mismo sino de soledad y desesperanza social.
Kate le convence para que asista a la fiesta de bodas de su hija y Harvey le pide que le acompañe.
Estando en la fiesta, su hija le recibe y cuando le pide que hable en honor de su hija, es Brian quien toma el micrófono; pero Harvey se hace valer en su condición de padre de Susan y entrega un sentido reconocimiento al matrimonio de su hija y salva honorablemente la tensa situación. Kate se da cuenta de que, a pesar de estar ante un hombre desconocido, es honesto en sus palabras y teme una nueva decepción, por lo que aprovecha un descuido y abandona la sala de fiestas. Cuando Harvey intenta volver con ella, después de haber bailado con la novia, no la ve y sale a buscarla, encontrándola en el pasillo esperando el ascensor. Pero en lugar de abordarla directamente, se le ocurre llamar su atención con unas notas musicales interpretadas en un piano de una sala contigua al pasillo de la planta del hotel. Kate las escucha y movida por la curiosidad descubre a Harvey frente al piano. Acto seguido, los dos vuelven a entrar en el salón de la boda y se integran con los demás invitados en la fiesta, bailando y riendo hasta el amanecer. 
Kate y Harvey comparten caminatas y se agradan mutuamente, pero Kate lleva el estigma de la decepción y no quiere volver a sufrir. Cuando Harvey no acude a una cita, ella confirma sus temores y piensa que Harvey la ha decepcionado. Sin embargo, Harvey no ha asistido a la cita porque ha tenido una arritmia cardíaca que lo lleva al hospital. Harvey pierde la pista de Kate y tras algunas averiguaciones logra dar con ella en la calle, le explica lo ocurrido y refunda las esperanzas de hacer una vida con Kate. Su jefe Marvin le llama desde Estados Unidos para recontratarle, puesto que su clientela le necesita, pero Harvey renuncia... Ha ganado su última oportunidad... de amor.